# Oranje-bulletin (verzetsblad, Amersfoort)
Oranje-bulletin voor Amersfoort was een verzetsblad uit de Tweede Wereldoorlog, dat vanaf 13 september 1944 tot en met 1 januari 1945 in die Nederlandse stad werd uitgegeven. Het blad was een gemeenschappelijk orgaan van de samenwerkende organisaties en de illegale pers in de regio. Het verscheen onregelmatig in een gedrukte oplage van 3000 exemplaren. De inhoud bestond voornamelijk uit binnenlandse berichten, mededelingen en opinie-artikelen.
Deze Amersfoortse versie van 'Oranje-bulletin' week enigszins af van de oorspronkelijke opzet van de overige Oranje-bulletins. Naast de officiële mededelingen van regering en uit de illegaliteit werden ook commentaren toegevoegd. De nummering begon bij 8: de nummers 1-7 zijn niet verschenen). Na overleg tussen de uitgevers, J.B. Drewes en mr. J. Thomassen, en de plaatselijke persorganen werd na het vijfentwintigste nummer een splitsing doorgevoerd in een nieuwe serie met dezelfde hoofdtitel en Het Baken met de ondertitel 'een onafhankelijk orgaan voor principiële voorlichting'.

## Betrokken personen
- J. Thomassen
- J.B. Drewes

## Gerelateerde kranten
- Oranje-bulletin: 'nieuwe serie' (verzetsblad, Amersfoort)[1]
- Oranje-bulletin (verzetsblad, Utrecht)[2]
- Het Baken (verzetsblad, Amersfoort)[3]